# 章明
章明（1922年12月—2013年4月9日），原名张文秀，河北乐亭人，中华人民共和国女性政治人物。
早年参加八路军，后任河北省张家口二区区委宣传部副部长。1947年，担任河北省武强县委宣传部长。1978年，担任民政部政府机关人事局负责人。1980年，升任国家人事局党组副书记、副局长。1982年，担任民政部副部长。1994年，改任中华慈善总会副会长。